# Доброславівські дерева
Доброславські дерева — ботанічна пам'ятка природи місцевого значення в Україні. Площа пам'ятки 0,03 га. Оголошено територією ПЗФ 28.01.2003. Знаходиться в с. Доброславівка на узліссі. Місцезростання двох дерев (дуба черешчатого та ясена високого) віком понад 250 років.